# Monterrey Open 2023
Monterrey Open 2023, oficiálně Abierto GNP Seguros 2023, byl tenisový turnaj hraný na ženském profesionálním okruhu WTA Tour v Clubu Sonoma. Patnáctý ročník Monterrey Open probíhal mezi 27. únorem až 5. březnem 2023 v mexickém Monterrey na otevřených dvorcích s tvrdým povrchem.
Turnaj dotovaný 259 303 dolary patřil do kategorie WTA 250. Nejvýše nasazenou singlistkou se stala pátá tenistka světa Caroline Garciaová z Francie. Jako poslední přímá účastnice do dvouhry nastoupila, v době ukončení přihlášek, belgická 95. hráčka žebříčku Ysaline Bonaventureová. V důsledku invaze Ruska na Ukrajinu na konci února 2022 řídící organizace tenisu ATP, WTA a ITF s grandslamy rozhodly, že ruští a běloruští tenisté mohli dále na okruzích startovat, ale do odvolání nikoli pod vlajkami Ruska a Běloruska.
Čtvrtý singlový titul na okruhu WTA Tour vybojovala dvacátá čtvrtá hráčka žebříčku Donna Vekićová z Chorvatska. Deblovou soutěž ovládly Kolumbijky Yuliana Lizarazová s Maríou Paulinou Pérezovou Garcíaovou, které si v rámci túry WTA připsaly první trofeje.

## Rozdělení bodů a finančních odměn

### Rozdělení bodů
| Soutěž  | Soutěž      | vítězky | finalistky | semifinalistky | čtvrtfinalistky | 16 v kole | 32 v kole | Q  | Q2 | Q1 |
| ------- | ----------- | ------- | ---------- | -------------- | --------------- | --------- | --------- | -- | -- | -- |
| dvouhra | [ 1 ] [ 7 ] | 280     | 180        | 110            | 60              | 30        | 1         | 18 | 12 | 1  |
| čtyřhra | [ 8 ]       | 280     | 180        | 110            | 60              | 1         | —         | —  | —  | —  |

### Finanční odměny
| Soutěž                              | Soutěž      | vítězky  | finalistky | semifinalistky | čtvrtfinalistky | 16 v kole | 32 v kole | Q2      | Q1      |
| ----------------------------------- | ----------- | -------- | ---------- | -------------- | --------------- | --------- | --------- | ------- | ------- |
| dvouhra                             | [ 1 ] [ 7 ] | 34 228 $ | 20 226 $   | 11 275 $       | 6 418 $         | 3 922 $   | 2 804 $   | 2 075 $ | 1 340 $ |
| čtyřhra                             | [ 8 ]       | 12 477 $ | 7 000 $    | 4 020 $        | 2 400 $         | 1 848 $   | —         | —       | —       |
| částka ve čtyřhře je uvedena na pár |             |          |            |                |                 |           |           |         |         |

## Ženská dvouhra

### Nasazení
| Stát                          | Hráčka                   | WTA | Nasazení |
| ----------------------------- | ------------------------ | --- | -------- |
| Francie                       | Caroline Garciaová       | 5.  | 1.       |
| Česko                         | Marie Bouzková           | 26. | 2.       |
| Chorvatsko                    | Donna Vekićová           | 31. | 3.       |
| Belgie                        | Elise Mertensová         | 38. | 4.       |
| Čína                          | Ču Lin                   | 42. | 5.       |
| Česko                         | Kateřina Siniaková       | 47. | 6.       |
| Egypt                         | Majar Šarífová           | 53. | 7.       |
| Itálie                        | Elisabetta Cocciarettová | 54. | 8.       |
| Žebříček WTA k 20. únoru 2023 |                          |     |          |

### Jiné formy účasti
Následující hráčky obdržely divokou kartu do hlavní soutěže:
- Marie Bouzková
- Fernanda Contrerasová Gómezová
- Emma Navarrová

Následující hráčka obdržela zvláštní výjimku:
- Rebecca Petersonová

Následující hráčky si zajistily postup do hlavní soutěže v kvalifikaci:
- Caroline Dolehideová
- Despina Papamichailová
- Kamilla Rachimovová
- Elena-Gabriela Ruseová
- Lesja Curenková
- Sachia Vickeryová

### Odhlášení
před zahájením turnaje
- Kateryna Baindlová → nahradila ji  Kaja Juvanová
- Beatriz Haddad Maiová → nahradila ji  Ysaline Bonaventureová

## Ženská čtyřhra

### Nasazení
| Stát                                                                      | Hráčka               | Stát               | Hráčka                 | WTA  | Nasazení |
| ------------------------------------------------------------------------- | -------------------- | ------------------ | ---------------------- | ---- | -------- |
| Maďarsko                                                                  | Anna Bondárová       | Rumunsko           | Elena-Gabriela Ruseová | 88.  | 1.       |
| Spojené království                                                        | Alicia Barnettová    | Spojené království | Olivia Nichollsová     | 126. | 2.       |
| USA                                                                       | Kaitlyn Christianová | USA                | Sabrina Santamariová   | 132. | 3.       |
| Česko                                                                     | Anastasia Dețiuc     | Japonsko           | Eri Hozumiová          | 137. | 4.       |
| Žebříček WTA k 20. únoru 2023; číslo je součtem umístění obou členek páru |                      |                    |                        |      |          |

### Jiné formy účasti
Následující páry obdržely divokou kartu:
- Kimberly Birrellová /  Fernanda Contrerasová Gómezová
- Marcela Zacaríasová /  Renata Zarazúová

### Odhlášení
před zahájením turnaje
- Jesika Malečková /  Renata Voráčová → nahradily je  Jesika Malečková /  Despina Papamichailová

## Přehled finále

### Ženská dvouhra
- Donna Vekićová vs.  Caroline Garciaová, 6–4, 3–6, 7–5

### Ženská čtyřhra
- Yuliana Lizarazová /  María Paulina Pérezová Garcíaová vs.  Kimberly Birrellová /  Fernanda Contrerasová Gómezová, 6–3, 5–7, [10–5]